# Wolfgang G. Schröter
Wolfgang Günther Schröter (* 7. Mai 1928 in Wolfen; † 28. März 2012 in Halle (Saale)) war ein deutscher Fotograf und Hochschullehrer.

## Leben
Über Vermittlung seines Vaters Alfred Schröter, tätig als kaufmännischer Angestellter der AGFA Filmfabrik Wolfen, wurde Wolfgang G. Schröter von 1948 bis 1949 in der Prüfabteilung für Schwarzweiß- und Colormaterial des Werkes als Hilfswerker beschäftigt. Nach seinem Studium der künstlerischen Farbfotografie von 1949 bis 1953 am Institut für Farbenfotografie der Akademie für Grafik und Buchkunst in Leipzig arbeitete er als freischaffender Fotograf für die Auslandszeitschrift  „Deutsche Demokratische Republik im Aufbau“. Neben der Tätigkeit für Exportpresseerzeugnisse der DDR, begann 1956 sein freiberufliches Arbeitsverhältnis als Bildreporter der Zeitschrift „Freie Welt“.
Im selben Jahr begründete Schröter gemeinsam mit Absolventen und Studenten der Hochschule für Grafik und Buchkunst in Leipzig (F. O. Bernstein, Barbara Haller, Kurt Hartmann, Evelyn Richter, Günter Rössler, Gerhard Heyde, Karl-Heinz Müller, Volkmar Jaeger, Rosel Jäger-Bock, Renate Rössing und Roger Rössing) die Künstlervereinigung action fotografie. Politisch-ideologische Gründe, wie der Vorwurf des Formalismus, führten nach der zweiten Ausstellung 1957 zur Auflösung der Künstlervereinigung.
Schröter konzentrierte sich fortan auf seine berufliche Karriere im Bereich der angewandten Fotografie, beriet in technologischen Fragen und übernahm international wirksame Werbeaufträge für VEB Carl Zeiss Jena und den VEB Filmfabrik in Wolfen. Das Ausloten der Grenzen und Möglichkeiten der Farbfotografie sowie sein Interesse an experimenteller Fotografie, konnte er im offiziellen Kontext der Auftragsarbeit umso intensiver verfolgen. So gelang ihm im Zuge der international geführten Werbekampagne anlässlich der Warenzeichenumstellung der Wolfener Filmfabrik von AGFA auf ORWO eine fotografiegeschichtliche Pionierleistung. Die Standgestaltung von ORWO auf der Kölner Messe Photokina 1968 präsentierte Schröters lebensgroße polychrome Körper-Fotogramme, die wohl weltweit frühesten kameralosen Pseudo-Solarisationen in Farbe.
Seine technischen und praktischen Erfahrungen im Umgang mit dem farbfotografischen Verfahren vermittelte Schröter überdies in zahlreichen Publikationen der Fachpresse und auf populärwissenschaftlichem Weg. 1966 erschien sein international beachtetes Standardwerk der Farbfotografie „Das große Color-Praktikum“.
1972 erhielt er nach zwanzigjähriger Berufserfahrung den Lehrauftrag für Angewandte Farbfotografie an der Hochschule für Grafik und Buchkunst in Leipzig, gefolgt von Lehraufträgen an der Sektion Journalistik der Leipziger Universität.
1958 publiziert der Insel-Verlag Honoré Daumiers Das Parlament der Juli-Monarchie (IB 643) mit Schröters reproduktiven Aufnahmen. Bis 1979 zeichnet er für Bildvorlagen zu über 10 Bildbänden der traditionsreichen Insel-Bücherei verantwortlich.
Bis in die 1990er Jahre begleitete er die regionale fotohistorische Erforschung Sachsens und Thüringens mit monographischen Beiträgen zu Fotografen der Jahrhundertwende. Im Jahr der politischen Wende 1989 kuratierte Schröter die Ausstellung „150 Jahre Fotografie“, die sowohl in Berlin als auch in Paris präsentiert wurde. Seinem Interesse der Vermittlung von künstlerischer Fotografie folgend eröffnete er 1990 gemeinsam mit Bertram Kober die Bildagentur „Punctum“ in Leipzig. Nach Übernahme der  Leitung der Werkstatt für Elektronische Medien der Hochschule für Grafik und Buchkunst 1991 in Leipzig, folgte ein Jahr darauf mit Schröters Berufung der Aufbau eines Lehrstuhls für Medienkunst, den er bis zu seiner Emeritierung 1994 innehatte.
Die Jahre bis zu seinem Tod 2012 widmete Wolfgang G. Schröter der Aufarbeitung seines ca. 50.000 Aufnahmen umfassenden Werkes, das Anfang Januar 2014 zusammen mit einem Bestand von ca. 100 Prints, Belegexemplaren, der Handbibliothek und biographischen Dokumenten in den Besitz der Deutschen Fotothek in der SLUB Dresden gelangte.

## Ausstellungen
Einzelausstellungen
- 2016: Aus den Archiven II: Wolfgang G. Schröter – Das große Color-Praktikum (in Kooperation mit der Deutschen Fotothek in der SLUB Dresden und der Stiftung F. C. Gundlach, Hamburg) im LVR-LandesMuseum Bonn
- 1988: „Wolfgang G. Schröter Fotografien 1953–1988“ in der Galerie im Hörsaalbau der Karl-Marx-Universität Leipzig

Gemeinschaftsausstellungen
- 2024: „#BUNT“. Erwin Fieger, Wolfgang G. Schröter und Reinhart Wolf. Aus dem Archiv der Fotografen, Buchmuseum der SLUB Dresden, 26. April – 13. Juli 2024
- 2011: „Leipzig Fotografie seit 1839“ im Grassi-Museum Leipzig, im Stadtgeschichtlichen Museum Leipzig und im Museum der  bildenden Künste Leipzig
- 2010: „Die andere Leipziger Schule – Fotografie in der DDR – Lehrer und Schüler der Hochschule für Grafik und Buchkunst Leipzig“ in der Kunsthalle Erfurt
- 1997: „Lust und Last. Leipziger Kunst seit 1945“ im Germanischen Nationalmuseum Nürnberg und im Museum der bildenden Künste Leipzig sowie der Hochschule für Grafik und Buchkunst Leipzig